# Margarita Andrejewna Wassiljewa
Margarita Andrejewna Wassiljewa (russisch Маргарита Андреевна Васильева; englisch Margarita Vasileva; * 5. Juni 1991 in Nowopawlowka) ist eine ehemalige russische Biathletin.

## Karriere
Mit 16 Jahren kam Margarita Wassiljewa zum Biathlonsport. 2010 trat sie erstmals bei den Jugendweltmeisterschaften an, erreichte dort aber in keinem Rennen ein Ergebnis unter den ersten 30. Bei der Junioren-WM 2012 gewann sie im Sprint beim Sieg ihrer Teamkollegin Jelena Ankudinowa die Bronzemedaille. Bis 2018 startete sie in der Folge vereinzelt bei Rennen im IBU-Cup, bei denen sie als bestes Ergebnis einen fünften Rang erzielte. Im Sommer 2018 wurde sie gemeinsam mit Jekaterina Jurlowa-Percht, Nikita Porschnew und Jurij Schopin mit der Mixed-Staffel Weltmeisterin im Sommerbiathlon. Zum Beginn des darauffolgenden Winters qualifizierte sie sich für das russische Weltcupaufgebot und holte beim Saisonauftakt auf der Pokljuka als 13. und 15. in Sprint und Verfolgung ihre ersten Weltcuppunkte. In Oberhof wurde sie im Januar 2019 erstmals in der russischen Weltcupstaffel eingesetzt. Das Quartett, dem neben Wassiljewa zwei weitere Weltcupdebütantinnen angehörten – Jewgenija Pawlowa und Larissa Kuklina, außerdem Jekaterina Jurlowa-Percht – entschied das Staffelrennen mit mehr als einer halben Minute Vorsprung auf die deutsche Mannschaft für sich.
Im September 2019 sperrte die Internationale Biathlon-Union (IBU) Wassiljewa für 18 Monate und erkannte ihr rückwirkend die Ergebnisse ab Februar 2019 ab (darunter mehrere Top-20-Ergebnisse im Weltcup). Sie hatte innerhalb von zwölf Monaten drei Doping-Tests verpasst und somit gegen die Anti-Doping-Richtlinien der IBU verstoßen.
Nach Ablauf ihrer Sperre wurde Wassiljewa im Sommer 2021 wieder in die russische Reservemannschaft aufgenommen und nahm an der Sommerbiathlon-WM 2021 teil, bei der sie im Sprint den vierten Rang belegte. Im folgenden Winter erhielt sie keine internationalen Einsätze. Sie beendete ihre Laufbahn im April 2022.

## Statistik

### Platzierungen im Biathlon-Weltcup
Die Tabelle zeigt alle Platzierungen (je nach Austragungsjahr einschließlich Olympische Spiele und Weltmeisterschaften).
- 1.–3. Platz: Anzahl der Podiumsplatzierungen
- Top 10: Anzahl der Platzierungen unter den ersten zehn (einschließlich Podium)
- Punkteränge: Anzahl der Platzierungen innerhalb der Punkteränge (einschließlich Podium und Top 10)
- Starts: Anzahl gelaufener Rennen in der jeweiligen Disziplin
- Staffel: inklusive Mixed- und Single-Mixed-Staffeln

| Platzierung         | Einzel | Sprint | Verfolgung | Massenstart | Staffel | Gesamt |
| ------------------- | ------ | ------ | ---------- | ----------- | ------- | ------ |
| 1. Platz            |        |        |            |             | 1       | 1      |
| 2. Platz            |        |        |            |             |         |        |
| 3. Platz            |        |        |            |             |         |        |
| Top 10              |        |        |            |             | 1       | 1      |
| Punkteränge         |        | 1      | 2          |             | 1       | 4      |
| Starts              | 2      | 7      | 3          |             | 3       | 15     |
| Stand: Karriereende |        |        |            |             |         |        |